# Alpha Oumar Konaré
Alpha Oumar Konaré, född 2 februari 1946 i Kayes, är en malisk politiker och arkeolog.
Konaré blev minister för ungdom, sport och kultur 1978, och var framträdande i kampen för demokrati på 1990-talet. Han var Malis president från 1992 till 2002. Mellan 2003 och 2008 var han kommissionspresident i Afrikanska unionen (AU).